# 斐理斯二世
斐理斯二世（拉丁語：Felix II；4世紀—365年11月22日）是4世紀天主教會一位對立教宗，受羅馬皇帝君士坦提烏斯二世支持。君士坦提烏斯二世當時同情阿里烏教派，與反對該派的教宗利伯略發生爭執，於是他在355年擁立斐理斯二世，取代利伯略為教宗。
不過，斐理斯二世不受罗马民眾歡迎。他們要求利伯略回任教宗；君士坦提烏斯二世最後妥協了。358年，利伯略返回羅馬，再次成為教宗。此後，斐理斯二世未能復位，於365年11月22日在羅馬去世。

## 另見
- 對立教宗